# Partula suturalis
Partula suturalis é uma espécie de molusco gastrópodes terrestre da família Partulidae.
Foi endémica da Polinésia Francesa, em Moorea. Está extinta na natureza como resultado da introdução da espécie predadora Euglandina rosea.

## Subespécies
- Partula suturalis suturalis Pfeiffer, 1855 - extinta
- Partula suturalis dendroica Crampton, 1924
- Partula suturalis strigosa Pfeiffer, 1856 - extinta na natureza
- Partula suturalis vexillum Pease, 1866 - extinta na natureza